# Eltern-Determinismus
Eltern-Determinismus (engl. Parental determinism) ist ein von Frank Furedi geprägter Terminus, mit dem er dasjenige populäre Denken bezeichnet, das individuelle Probleme von Personen, die sich zu gesellschaftlichen Problembeständen aufsummieren, einseitig auf das Versagen von Elternhauserziehung zurückführt. Während Faktoren im Umfeld der Familie und in der Gesellschaft systematisch übersehen werden, werde die Verantwortung für den Lebenserfolg von Menschen damit in einem Maße deren Eltern aufgebürdet, dem diese mit ihren begrenzten Ressourcen gar nicht gerecht werden können. Nachdem Eltern-Determinismus in der Vergangenheit meist auf Eltern unterer sozialer Schichten – besonders auf arme Mütter – gezielt habe, werde dieses Denken in jüngerer Zeit zunehmend auch auf Eltern der sozialen Mittelschicht ausgeweitet.

## Staatliche Einflussnahme auf Familien
Als die Grundlage der Doktrin des Eltern-Determinismus benennt Furedi das Vorurteil, dass das Wohlergehen sowohl des Kindes als auch der Gesellschaft mehr oder weniger vollständig durch die Qualität der Elternhauserziehung determiniert sei. Sozio-ökonomische und kulturelle Faktoren, die hierfür nicht minder verantwortlich seien, werden dabei, so Furedi, systematisch ausgeblendet.
Getragen wird der Eltern-Determinismus nach Furedis Auffassung von den Politikern, deren Experten und der „Erziehungsindustrie“. Als Beispiele für gesellschaftliche Probleme, die von ihnen der Erziehung angelastet werden, führt er u. a. die Unruhen in England 2011, Drogenmissbrauch, Übergewicht bei Kindern, Schwangerschaften Minderjähriger, Bildungsprobleme, Geistesstörungen und den Zusammenbruch sozialer Systeme an.
Furedis Kritik gilt besonders David Cameron, der sich für die Einrichtung von Erziehungskursen für Eltern einsetzt und damit, wie Furedi fürchtet, mehr staatliche Mitsprache in den Familien durchzusetzen versucht. Ebenso gilt seine Kritik z. B. aber auch dem ehemaligen Wohlfahrtsminister Frank Field (Labour Party), den er als „einen der begeistertsten Förderer des Eltern-Determinismus-Vorurteils“ bezeichnet.
Furedi ist davon überzeugt, dass angesichts der von sogenannten Experten aufgebauschten angeblichen Komplexität von Erziehung das Selbstbewusstsein von Eltern systematisch untergraben und die Familien damit letztlich empfindlich geschwächt werden.

## Intensivierung der Elternhauserziehung
Furedis Thesen spielen eine große Rolle in den Diskursen der jungen Fachdisziplin der Kultur der Elternschaft. So sieht die Soziologin Charlotte Faircloth Zusammenhänge zwischen der von Furedi beschriebenen Politisierung der Elternhauserziehung einerseits und aktuellen Trends der Elternhauserziehung – wie Attachment Parenting, „intensiver Mutterschaft“ und generell einer historisch noch nie dagewesenen Intensität des häuslichen Erziehungsaufwandes – andererseits.

## Was können Eltern leisten?
Viele Eltern beurteilen ihren eigenen Lebenserfolg am Lebenserfolg ihrer Kinder. Angesichts der Mühe, Kinder aufzuziehen, ist das einerseits nachvollziehbar, andererseits neigen Eltern aber auch dazu, sich für das Scheitern eines Kindes sehr schnell die Alleinschuld zu geben. Das Aufwachsen von Kindern wird allerdings keineswegs allein vom Elternhaus, sondern von unzähligen weiteren gesellschaftlichen Institutionen und Einflüssen berührt, darunter Schule, Nachbarschaft, Glaubensgemeinschaft, Medien, Gesundheitssystem und Wirtschaft. Eltern können Kinder im Umgang mit diesen Einflüssen leiten, sie können die Institutionen in der Regel aber nicht verändern.